# Émissaire (hydrologie)
Pour les articles homonymes, voir Émissaire.

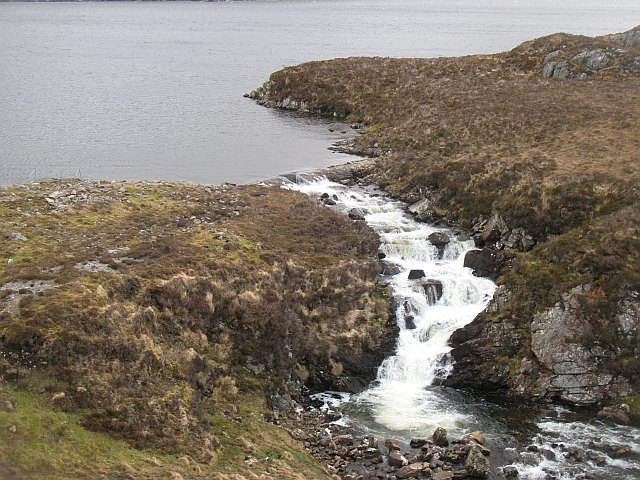
L'exutoire du loch Leòsaid et l'amont de son émissaire l'Abhainn Mhòr, en Écosse, au Royaume-Uni.

Croquis d'un lac ou étang dont l'eau se déverse par un exutoire dans un cours d'eau : l'émissaire.

Un émissaire est un cours d'eau, naturel ou non, par lequel s'évacue l'eau d'un lac ou d'un autre plan d'eau.
Le dispositif de déversement et d'évacuation d'eau situé à son origine, au lieu de contact avec le plan d'eau, s'appelle un exutoire.
On peut aussi parler de la décharge naturelle ou forcée des lacs ou plans d'eau.
Un émissaire est aussi un fossé qui sert à évacuer l'eau qui s'écoule par ruissellement ou par drainage.

## Caractéristiques
Ce type de cours d'eau permet l'évacuation du trop plein d'une étendue d'eau à l'inverse des affluents qui constituent un apport d'eau. Le débit d'un émissaire, lorsqu'il n'est pas contrôlé par un système artificiel tel des vannes ou un barrage, est ainsi directement dépendant des apports des affluents.
Un émissaire ne prend pas forcément sa source au plan d'eau dont il constitue l'exutoire car il peut aussi être l'un de ses affluents. C'est le cas du Rhône avec le lac Léman en Suisse : le fleuve prend sa source au glacier du Rhône, se jette dans le lac Léman et en ressort à Genève.

### Absence d'émissaire ou endoréisme
Lorsque l'émissaire d'un plan d'eau est absent, celui-ci est dit endoréique ; le déficit en eau étant alors assuré par l'infiltration et/ou l'évaporation.

### Aérien ou souterrain
Dans le cas général, un émissaire est aérien mais il peut aussi être souterrain lorsque les infiltrations constituent une véritable rivière souterraine qui peut ressortir à l'air libre sous la forme d'une émergence ou d'une exsurgence. Ce cas de figure se rencontre avec la rivière Santa Fe en Floride qui disparaît par infiltration dans une doline remplie d'eau et réapparaît en surface quelques kilomètres plus loin pour finalement se jeter dans le golfe du Mexique.

### Inversion de sens: émissaire/tributaire
Dans le cas d'un émissaire entre deux lacs il peut arriver, suivant le niveau des eaux de chacun des deux lacs, que le sens s'inverse, l'émissaire devient alors tributaire : par exemple dans le cas du canal de São Gonçalo, pendant 70 % du temps la Lagoa Mirim se déverse dans la Lagoa dos Patos, et le flux s'inverse le reste du temps en période d'étiage — normalement de novembre à mai — l'émissaire devient tributaire du Lagoa Mirim.
On retrouve ce même phénomène dans les graux où la mer se déverse dans la lagune en cas de tempêtes, ou de fortes marées. Exemple au Grau du Roi, où l'embouchure du Vidourle a deux ou trois étangs en communication avec la mer Méditerranée, l'étang du Ponant à l'ouest et à l'est le plan d'eau du Vidourle et l'étang du Médard.
Le canal de Savières qui sert d'émissaire au lac du Bourget et qui se jette dans le Rhône, en France, peut voir son cours s'inverser et devenir tributaire du lac lors de crues du fleuve.

## Exemples
- Le Rhin est l'émissaire du lac de Constance en plus d'être l'un de ses tributaires. Idem pour le Rhône et le lac Léman.
- Le fleuve Saint-Laurent est l'émissaire du lac Ontario.
- Le Nil est l'émissaire du lac Nasser, le Nil Bleu celui du lac Tana, le Nil Blanc celui des lacs Victoria et Albert.
- Le lac Baïkal a pour émissaire l'Angara.